# Galoitálico de Sicilia

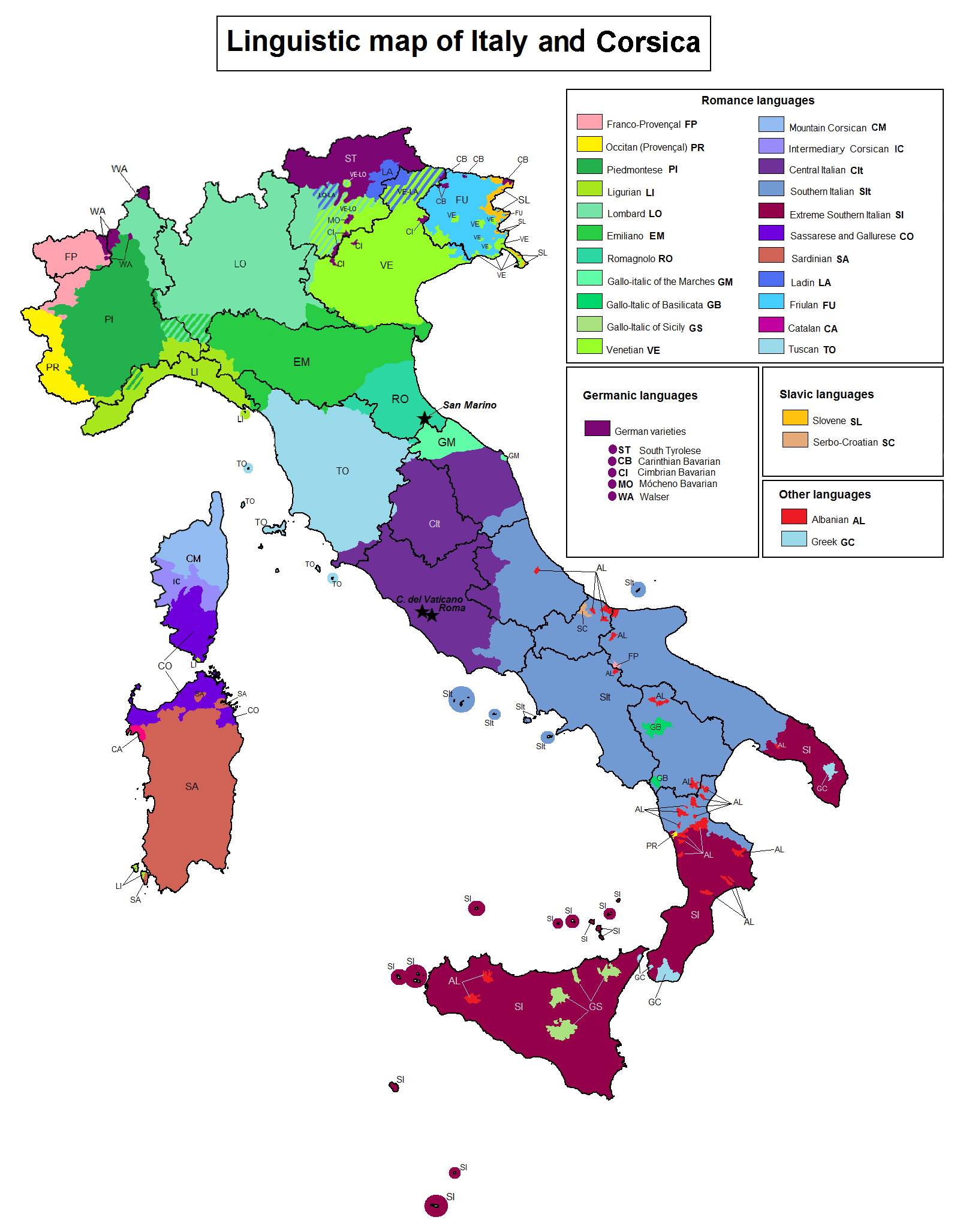
Las manchas verdes en Sicilia (GS) representan los enclaves galoitálicos en la isla.

Las variedades lingüísticas galoitálicas de Sicilia son un grupo de variedades romances galoitálicas, habladas en Sicilia. Es decir es un enclave emparentado con el galoitálico, hablado en el norte de Italia, pero hablado en Sicilia.
En Sicilia existen algunas enclaves de lenguas galoitálicas en el centro y este de la isla. Estos enclaves son el resultado de la inmigración desde el norte de Italia durante las décadas que siguieron a la invasión normanda de Sicilia (entre 1080 y 1120). Los hablantes de estas lenguas históricamente han sido denominados como "lombardos de Sicilia". Dado el gran lapso de tiempo y la influencia del idioma siciliano la lengua difieren notablemente del lombardo original del norte. Las principales localidades donde todavía hoy se conservan las variedades galoitálicas son Piazza Armerina, Aidone, Sperlinga, San Fratello, Nicosia y Novara di Sicilia. En otros enclaves de la provincia de Catania donde existieron importantes comunidades lombardas la lengua no se ha conservado. La lengua de San Fratello parece haber tenido originalmente más elementos del franco-provenzal, que del lombardo propiamente dicho.